# Монторо Инфериоре
Монторо Инфериоре (итал. Montoro Inferiore) је насеље у Италији у округу Авелино, региону Кампанија.
Према процени из 2011. у насељу је живело 4745 становника. Насеље се налази на надморској висини од 179 м.

## Становништво
Према резултатима пописа становништва 2011. у општини је живело 10.579 становника.
| 1931. | 1936. | 1951. | 1961. | 1971. | 1981. | 1991. | 2001. | 2011.  |
| ----- | ----- | ----- | ----- | ----- | ----- | ----- | ----- | ------ |
| 6.343 | 6.768 | 7.528 | 7.847 | 7.669 | 8.355 | 8.695 | 9.508 | 10.579 |

## Партнерски градови
- Стријано